# 氢化钠
氢化钠，化学式为NaH，是一种无机盐。有机合成中，氢化钠主要被用作强碱。氢化钠是盐类氢化物的典型代表，即其是由Na+和H−组成的，不同于硼烷、甲烷、氨和水之类的分子型氢化物。氢化钠不溶于有机溶剂，溶于熔融金属钠，因此几乎所有与氢化钠有关的反应都于固体表面发生。氢化钠与水反应生成氢氧化钠和氢气：NaH + H2O → NaOH＋H2

## 性质
氢化钠可由氢气和钠在高温下化合形成。纯的氢化钠是无色的，然而一般制得的氢化钠会多少带些灰色。2Na + H2→2NaH
和氢化锂、氢化钾、氢化铷和氢化铯类似，氢化钠采取氯化钠型结构，每一个Na+被六个H−包围形成八面体。

## 应用
氢化钠是有机合成中用途很广泛的强碱(p𝘒ₐ~36)。它可以夺取很多化合物（甚至是弱Brønsted酸）中的质子而生成相应的钠化合物。典型的例子有：醇、酚、吡唑和硫醇等。
氢化钠最常用于1,3-二羰基化合物、马来酸酯及类似化合物的去质子化，相应的钠化合物可以被烷基化，从而能够生成各种各样的有机化合物。相应的反应见Dieckmann缩合反应、Stobbe缩合反应、Darzens缩合反应和Claisen缩合反应。二甲基亚砜是常用的溶剂。
氢化钠还被用于合成硫叶立德，从而实现由酮向环氧化合物的转化。氢化钠可以合成 dithioimidodiphosphinate，这是乙酰丙酮配合物中备受关注的领域。
氢化钠较少用作还原剂，因为负氢太小，不易与其他轨道很好重叠。然而氢化钠可以将Si-Si键和S-S键还原。

## 试剂规格
很多化学试剂公司如Sigma-Aldrich和ACROS都销售氢化钠，通常以煤油保护，含60%的氢化钠。纯净的氢化钠可由用戊烷或四氢呋喃清洗煤油得到。 氢化钠的使用需要惰性环境，如用氮气保护。实际反应时常用的是氢化钠于四氢呋喃中的悬浮液，因为很多钠有机化合物可溶于THF。

## 安全
氢化钠可以在空气中自燃，尤其是与水接触时。此反应产生大量氢气趋向于爆炸，以及腐蚀性强碱氢氧化钠。